# Evansiola insularis
Evansiola insularis är en insektsart som beskrevs av Evans 1957. Evansiola insularis ingår i släktet Evansiola och familjen dvärgstritar. Inga underarter finns listade i Catalogue of Life.